# PÆNDA
Gabriela Horn (25 de janeiro de 1989), conhecida profissionalmente como Paenda (geralmente estilizada como Pænda ), é uma cantora, compositora e produtora musical austríaca.  Representou a Áustria no Festival Eurovisão da Canção 2019 com a música " Limits ", que foi lançada em 8 de março.

## vida e carreira
Pænda nasceu em janeiro de 1988, em Deutschlandsberg, na Estíria.  Ela começou a cantar em um coral em sua cidade natal aos seis anos de idade.  Aos 14 anos começou a compor e cantar em várias bandas de pop/rock.  Ela teve aulas de violão e piano e se mudou para Viena aos 20 anos para estudar música pop e jazz no Insittuto de Música de Viena, onde se formou com distinção em 2013.  Atualmente mora em Viena, escrevendo, compondo e produzindo sua música em seu home studio.  Pænda grava e escreve tudo sozinha.

### Eurovisão
Em 2019, Pænda foi escolhido por uma equipe de especialistas em música e locutor ORF para representar a Áustria no 64º Festival Eurovisão da Canção, em Tel Aviv .  Ela estará tocando sua música "Limits".